# Eccellenza Molise
La Eccellenza Molise es una de las divisiones regionales que conforman la Eccellenza, la quinta categoría de fútbol de Italia en la que juegan los equipos de la región de Molise.
Participan 16 equipos en donde el campeón asciende a la Serie D, el subcampeón juega un playoff de ascenso y los tres últimos lugares descienden a la Promozione.

## Ediciones anteriores
- 1992–93: Campobasso
- 1993–94: Roccaravindola
- 1994–95: Interamnia[n 1]
- 1995–96: Frenter Larino
- 1996–97: Campobasso
- 1997–98: Real Isernia
- 1998–99: Bojano
- 1999–2000: Termoli
- 2000–01: S.Giorgio Collathia
- 2001–02: Termoli
- 2002–03: Bojano
- 2003–04: Venafro
- 2004–05: Campobasso
- 2005–06: Petacciato
- 2006–07: Olympia Agnonese
- 2007–08: Atletico Trivento
- 2008–09: Bojano
- 2009–10: Venafro
- 2010–11: Isernia
- 2011–12: Termoli
- 2012–13: Bojano
- 2013–14: Campobasso
- 2014–15: Isernia
- 2015–16: Gioventù Dauna
- 2016–17: Macchia
- 2017–18: Isernia
- 2018–19: Vastogirardi
- 2019–20: Comprensorio Vairano